# Планирование (психология)
Планирование  — фундаментальная когнитивная способность, в психологии рассматривается как одна из высокопорядковых исполнительных функций. При этом информация о намерениях и запланированных в будущем действиях хранится в проспективной памяти. 
Способность к планированию позволяет выбирать цели, порядок их достижения, необходимые ресурсы, создать план.
Эта исполнительная функция зависит от пластичности мозга, миелинизации, создания новых маршрутов/синаптических связей.
Ухудшение способности планирования приводит к затруднениям выполнения обычных задач: покупок, посещения мероприятий, других задач.
В трёхкомпонентной теории интеллекта, по Р. Стенбергу, можно говорить о глобальном (стратегическом) планировании и локальном (тактическом). Перераспределение усилий между этими видами планирования превращает тактика в стратега и наоборот, причём деятельность этой функции опирается на соответствующую память. Поэтому нарушение долговременной или краткосрочной памяти затрудняет соответствующее планирование.
Для экспертов более характерно глобальное планирование в решении задач, чем для новичков, поскольку они опираются на значительный багаж опыта. Однако есть применения, в которых стратегическое планирование ввиду динамики процесса затруднено.
Как стратегическое, так и тактическое планирование является важной функцией в играх, военных операциях, где высокое развитие этой способности даёт успех.